# 厄伊特海斯特
厄伊特海斯特（荷兰语：Uitgeest）是荷兰北荷兰省的一个市镇。 